# Kiba (Kinobetreiber)
Die Kinobetriebsanstalt Ges. m. b. H. (Kiba) war ein Unternehmen der Stadt Wien. Es wurde 1926 im „Roten Wien“ gegründet, um das neue Massenmedium Film politisch nützen zu können.
1938 wurden die Kiba-Kinos von der nationalsozialistischen Ostmärkischen Filmtheater Betriebs GmbH übernommen. 1945 wurde die Kiba neu gegründet und bekam diese, sowie weitere 30, einst „arisierte“ Kinos, zurück. 1999 wurde die Kiba privatisiert, sämtliche Kinos wurden veräußert.

## Geschichte

### Gründung und Entwicklung bis 1945
Die Kiba wurde 1926 von der Sozialdemokratischen Arbeiterpartei Österreichs (SDAPÖ) im „Roten Wien“ als gemeindeeigenes Unternehmen gegründet. Es wurden Kinos gegründet und gekauft, mit dem Ziel, diese politisch vereinnahmen zu können. Sie stellten eine große Konkurrenz zu den privaten Kinobetreibern dar und sollten den Arbeitern einen günstigen Kinobesuch ermöglichen.
Bis zum Jahr 1931 erreichte die Kiba eine Größe von über 30 Kinos mit 16.000 Plätzen. Die Kiba gab auch den Auftrag zur Herstellung von zwei Werbefilmen für die Sozialdemokratie: „Das Notizbuch des Mr. Pim“, in dessen Verlauf ein konservativer Amerikaner vom „Roten Wien“ überzeugt wird und „Die vom 17er Haus“ von Artur Berger – ein sozialutopischer Film, der für die Landtagswahl 1932 produziert wurde. Dies war auch der letzte Film der SPÖ vor dessen Verbot im Austrofaschistischen Ständestaat.
1938 wurden die sieben Kinos der Kiba in Wien („Apollo“, „Busch“, „Mariahilf“, „Opern“, „Scala“, „Schweden“ und „Weltspiegel“) und jene in Linz und Steyr von der Ostmärkischen Filmtheater Betriebs GmbH im Sinne der Gleichschaltung übernommen und als Tochtergesellschaft weiterbetrieben.

### Neugründung 1945 und Übernahme „arisierter“ Kinos
Nach dem Zweiten Weltkrieg wurde von den vier Alliierten Siegermächten in Österreich der Information Service Branch eingerichtet. Dieser sollte im Bereich Theater und Kino die Entnazifizierung durchführen. Ein entsprechendes Gesetz wurde am 10. Mai 1945 verabschiedet. Bei der Umsetzung der Entnazifizierungsmaßnahmen traten in Wien jedoch zahlreiche Unregelmäßigkeiten auf. Zwar wurden die Kinos selbst an ihre vormaligen Eigentümer oder Rechtsnachfolger rückgestellt, doch sah die Stadt Wien für die Rückgabe der Konzessionen, die zum Betrieb des Kinos berechtigen, andere, eigene Kriterien vor. Demgemäß waren nur die vormaligen Konzessionsinhaber oder deren direkte Nachkommen anspruchsberechtigt, jedoch keine anderen Verwandten, Erbberechtigten oder Rechtsnachfolger.
Waren also keine Eigentümer oder direkte Nachkommen vorhanden, wie es nach der Vertreibung und Ermordung vieler Juden bei rund der Hälfte der Wiener Kinos der Fall war, übergab die Stadt Wien die Konzession an die gemeindeeigene Kiba. Die – zumeist im Ausland lebenden – Rechtsnachfolger der Kinoeigentümer mussten dann entweder die Konzession pachten, oder verkauften ihr Kino an die Kiba. 30 weitere Kinos, rund ein Drittel der einst „arisierten“ Wiener Kinos, kamen so in Besitz der Kiba.
1949 kam es zwar zu Klagen gegen dieses Vorgehen, jedoch nicht von Rechtsnachfolgern der jüdischen Eigentümer vor 1938, sondern von einigen der von den Nationalsozialisten für „Verdienste um die Partei“ begünstigten Personen, die zwischen 1938 und 1945 „arisierte“ Kinos betrieben hatten. Der Verfassungsgerichtshof gab ihnen 1949 Recht, sodass die Kiba einige der „arisierten“ Kinos wieder an die 1938 von den Nationalsozialisten eingesetzten NS-Sympathisanten zurückgeben musste.

### Entwicklung bis zur Veräußerung der Kinos 1999

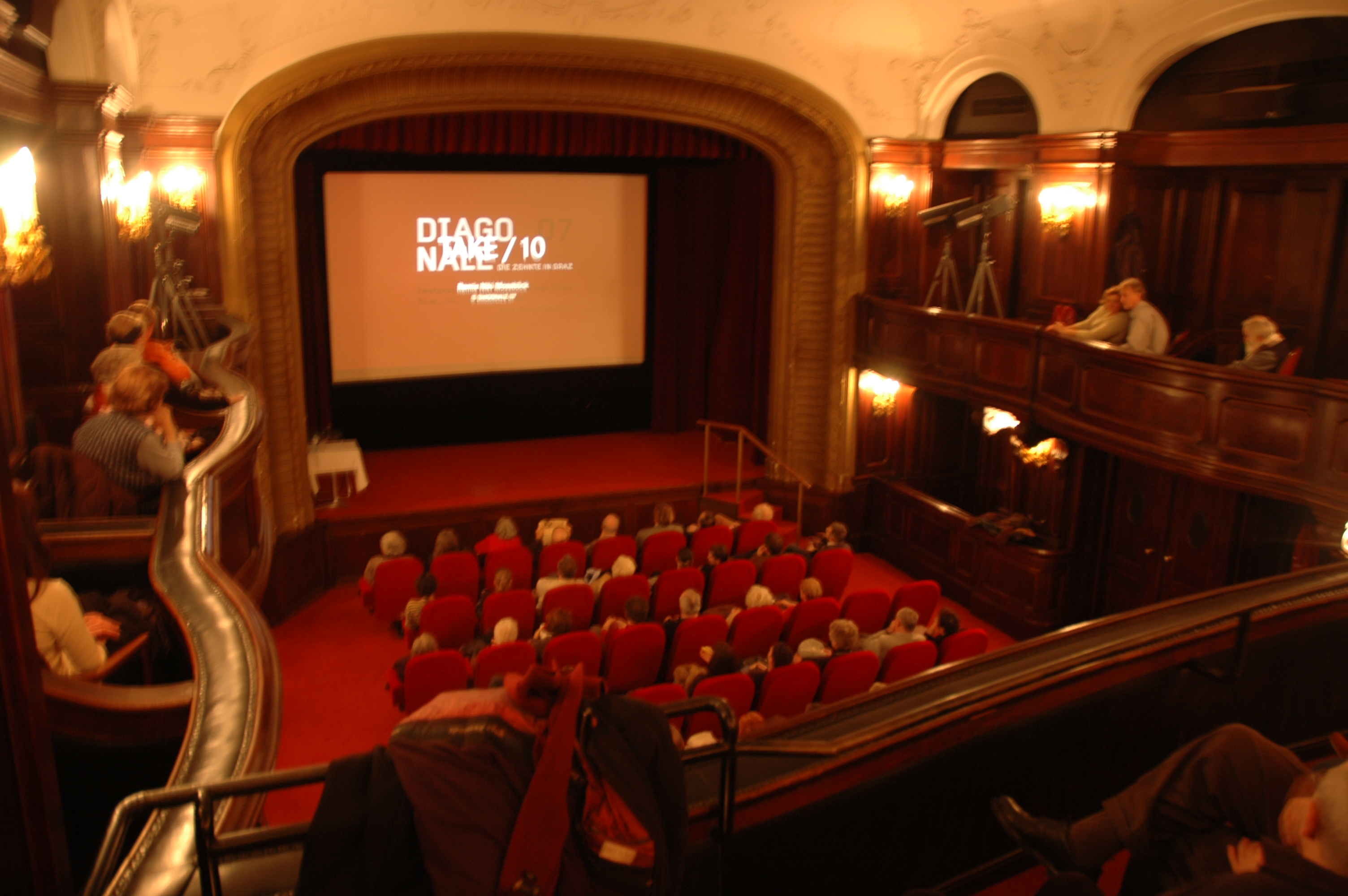
Das altehrwürdige Metro-Kino, nach dem Zweiten Weltkrieg bis 1999 im Besitz der Kiba.

Ende 1947 wurde die Pabst-Kiba-Produktionsfirma von der Kiba und dem Regisseur G. W. Pabst gegründet. Für zehn Millionen Schilling sollten in den kommenden Jahren drei Filme hergestellt werden. Es wurden jedoch vier: „Duell mit dem Tod“, „Geheimnisvolle Tiefe“, „1 - 2 - 3 - aus!“ und „Ruf aus dem Äther“. Wurde „Duell mit dem Tod“ von der Kritik noch als sehenswert empfunden, fiel „Geheimnisvolle Tiefe“, dessen Drehbuch von G. W. Pabsts Frau Trude stammte, sowohl bei der Kritik als auch an den Kinokassen durch. Nach heftigen Diskussionen im Wiener Gemeinderat wurde diese Gesellschaft im Jahr 1949 wieder aufgelöst.
1949 wurde die „Österreichische Wochenschau“ vorübergehend wieder ins Leben gerufen. Besitzer waren zu 52 Prozent der Bund und zu je 24 Prozent die Kiba und der Sascha-Filmverleih.
Bis in die 1990er Jahre war die Kiba der größte Kinobetreiber in Österreich, noch vor der Constantin-Holding. Mit dieser hatte die Kiba jedoch 1992 die gemeinsame Kinoerrichtungs- und -betriebsgesellschaft Cineinvest gegründet. Gemeinsam wurden nun neue Multiplex-Kinos errichtet und betrieben. Lange Zeit wurde in den Medien über eine Fusion der Kiba mit der Constantin-Holding spekuliert. Letztendlich wurde die Kiba 1999 privatisiert – die verbliebenen neun Kinos (Cine, de France, Elite, Flotten, Gartenbau, Gloria, Kolosseum, Metro, Top) gingen jedoch schließlich an einen Zusammenschluss österreichischer Filmproduzenten, -verleiher und Investoren, der sich City Cinemas nannte. Darunter befanden sich Filmproduktionsgesellschaften wie die Allegro und Dor Film, der Filmladen-Filmverleih, das Filmarchiv Austria sowie Gastronomie- und Immobilienunternehmen. Die Anteile an der Cineinvest, zu der auch das erste Multiplex-Kino Wiens, das 12-sälige Apollo-Kino, sowie die Cineplexx-Kette gehörten, gingen jedoch vollständig an die Constantin-Holding über, die seither nicht mehr nur größter Verleiher, sondern auch größter Kinobetreiber Österreichs ist. City Cinemas meldete im Jänner 2002 Konkurs an, nicht zuletzt auch deswegen, weil die Kinos renovierungsbedürftig waren und auch vom Konkurrenten Constantin Film-Holding teilweise nicht mit besucherstarken Filmen beliefert wurden.
Die neun Kinos wurden nun teilweise geschlossen und teilweise weiterverkauft. Das Metro-Kino wurde etwa vom Filmarchiv Austria übernommen und dient nun als dessen Vorführstätte für Retrospektiven und historische Filme. Das Gartenbaukino wiederum wurde von der Viennale mit Unterstützung der Stadt Wien gekauft und aufwändig renoviert.
Die Kiba bestand im Verbund mit der Wiener Stadthalle Betriebsgesellschaft weiter.